# Mittel (Windeck)
Mittel ist ein Ortsteil der Gemeinde Windeck im Rhein-Sieg-Kreis.

## Lage
Mittel liegt auf den Hängen des Bergischen Landes am Gierzhagener Bach. Nachbarorte sind Bettenhagen im Norden und Rommen im Südwesten. Südwestlich vom Dorf liegt der Steinbruch Mittel.

## Geschichte
Der Ort wurde urkundlich erstmals 1464 als Craewinkell erwähnt. Krähwinkel ist ein Synonym für abgelegene Siedlungen.
Das Dorf gehörte zum Kirchspiel Rosbach und zeitweise zur Bürgermeisterei Dattenfeld.
1830 hatte Mittel 29 Einwohner.
1845 hatte der Weiler 19 evangelische Einwohner in drei Häusern. 1863 waren es 18 Personen. 1888 gab es 18 Bewohner in sechs Häusern.
1962 wohnten hier 39 und 1976 34 Personen.